# Wu Zhen

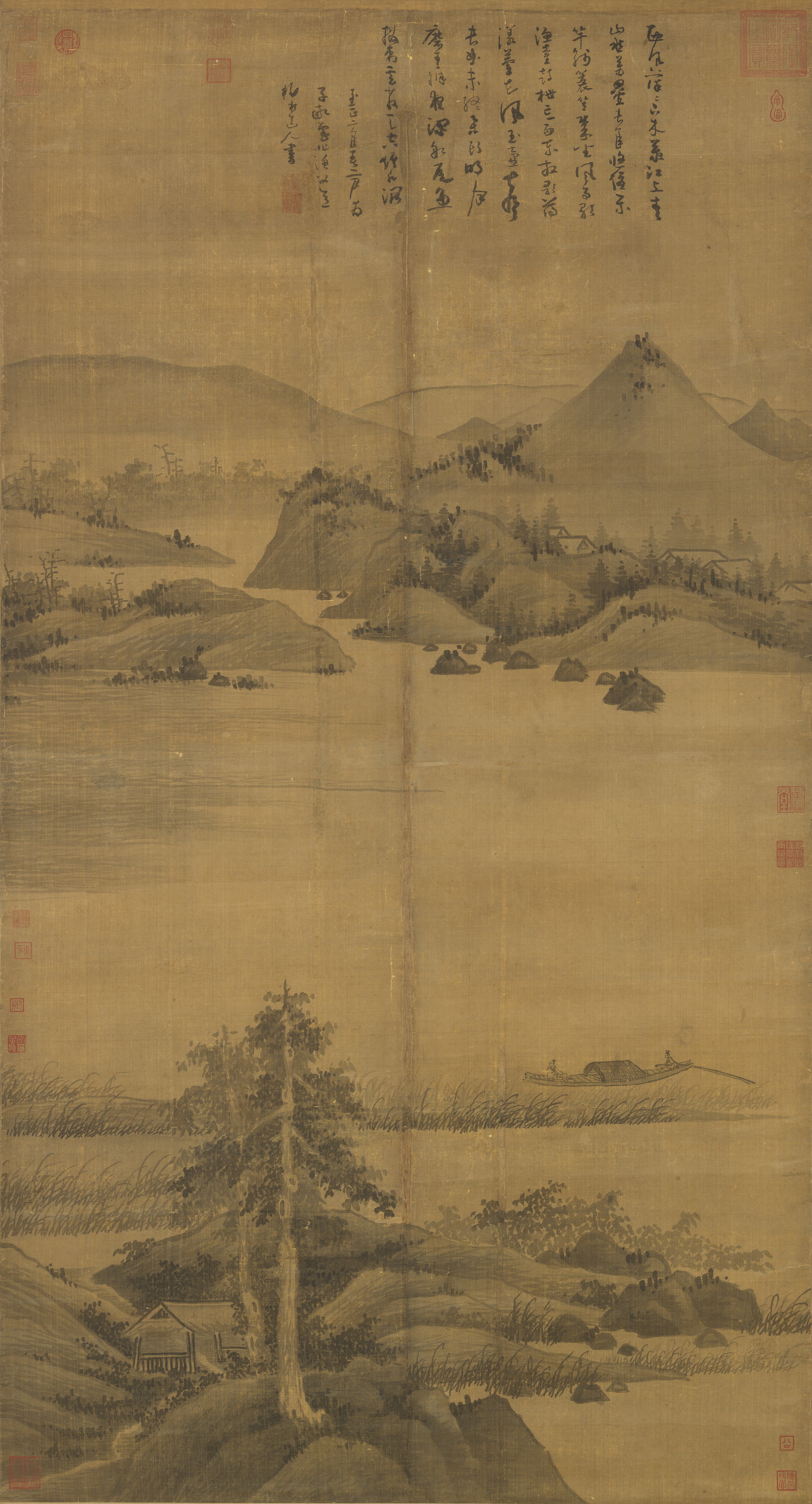
Visser (渔父图轴)
- gewassen inkt op zijde (collectie Nationaal Paleismuseum)

Wu Zhen (Chinees: 吳鎮; 1280–1354) was een Chinees kunstschilder, kalligraaf en dichter in de Yuan-periode. Hij was een inwoner van Jiaxing, in de provincie Zhejiang. Zijn omgangsnaam was Zhonggui (仲圭) en zijn artistieke naam Meihua Daoren (梅花道人). Wu wordt gerekend tot de Vier Meesters van de Yuan-dynastie, samen met Huang Gongwang (1269–1354), Ni Zan (1301–1374) en Wang Meng (1308–1385).

## Werk
In navolging van Dong Yuan (ca. 934–ca. 962) en Juran legde Wu de nadruk op een verpersoonlijking van de natuur in een dynamische, uitgebalanceerde compositie. Zijn werk weerspiegelt ook de heropleving in zijn periode van de schilderstijl uit de Zuidelijke Song. Dit resulteerde in abstracte, bijna impressionistische shan shui-landschappen. Typisch zijn Wu's ronde bergtoppen en rustieke afbeeldingen van eenzame vissers. Zijn landschapsstijl had een belangrijke invloed op Ming-meesters als Dong Qichang (1555–1636), Lan Ying (1585–1664), Zha Shibiao (1615–1698) en Wu Li (1632–1718).
Behalve landschappen vervaardigde Wu ook een aantal bamboeschilderingen. In 1350 publiceerde hij zijn Handboek voor bamboe-inktschilderingen, met tips over het schilderen van diverse bamboedelen in allerlei weersomstandigheden. Het bevat Su Shi's korte verhandeling over de schilderkunst van Wen Tong (1019–1079).
- Bibliothèque nationale de France: cb177124751 (data)
- CiNii: DA09636638
- Gemeinsame Normdatei: 1023715775
- International Standard Name Identifier: 0000 0001 0774 115X
- Library of Congress Control Number: n84018820
- Bibliotheek van het Japanse parlement: 00531564
- National Gallery of Victoria: 14957
- Nationale bibliotheek van Australië: 36625249
- Nationale Bibliotheek van Israël: 987007375624105171
- Nederlandse Thesaurus van Auteursnamen: 185590861
- Système universitaire de documentation: 171455436
- Trove: 1340512
- Union List of Artist Names: 500328316
- Virtual International Authority File: 60474357
- WorldCat: E39PBJqBpCqfjBWJ8CpQxpqG73